# Вилисе (опера)
Вилисе (Le villi), опера, opera ballo у два чина Ђакома Пучинија

## Либрето
Фердинандо Фонтана (Ferdinando Fontana) према истоименој причи Жан-Баптиста Алфонса Кара (Jean-Baptiste Alphonse Karr).

## Праизведба
- прва верзија у једном чину - 31. мај 1884, Милано у Teatro dal Verme.
- друга верзија у два чина - 26. децембар 1884, Торино у Teatro Regio.

## Ликови и улоге
| Вилхелм Вулф (Guglielmo Wulf) | шумар        | баритон       |
| Ана (Anna)                    | његова ћерка | сопран        |
| Роберто (Roberto)             |              | тенор         |
| Наратор                       |              | говорна улога |

мушкарци и жене из околине, Виле [Вилисе] (хор)

## Место и време
Шварцвалд у недефинисано време

## Познате музичке нумере
- Se come voi piccina (Нежна као цвет) – Анина арија